# Robert Smith (Reiter)

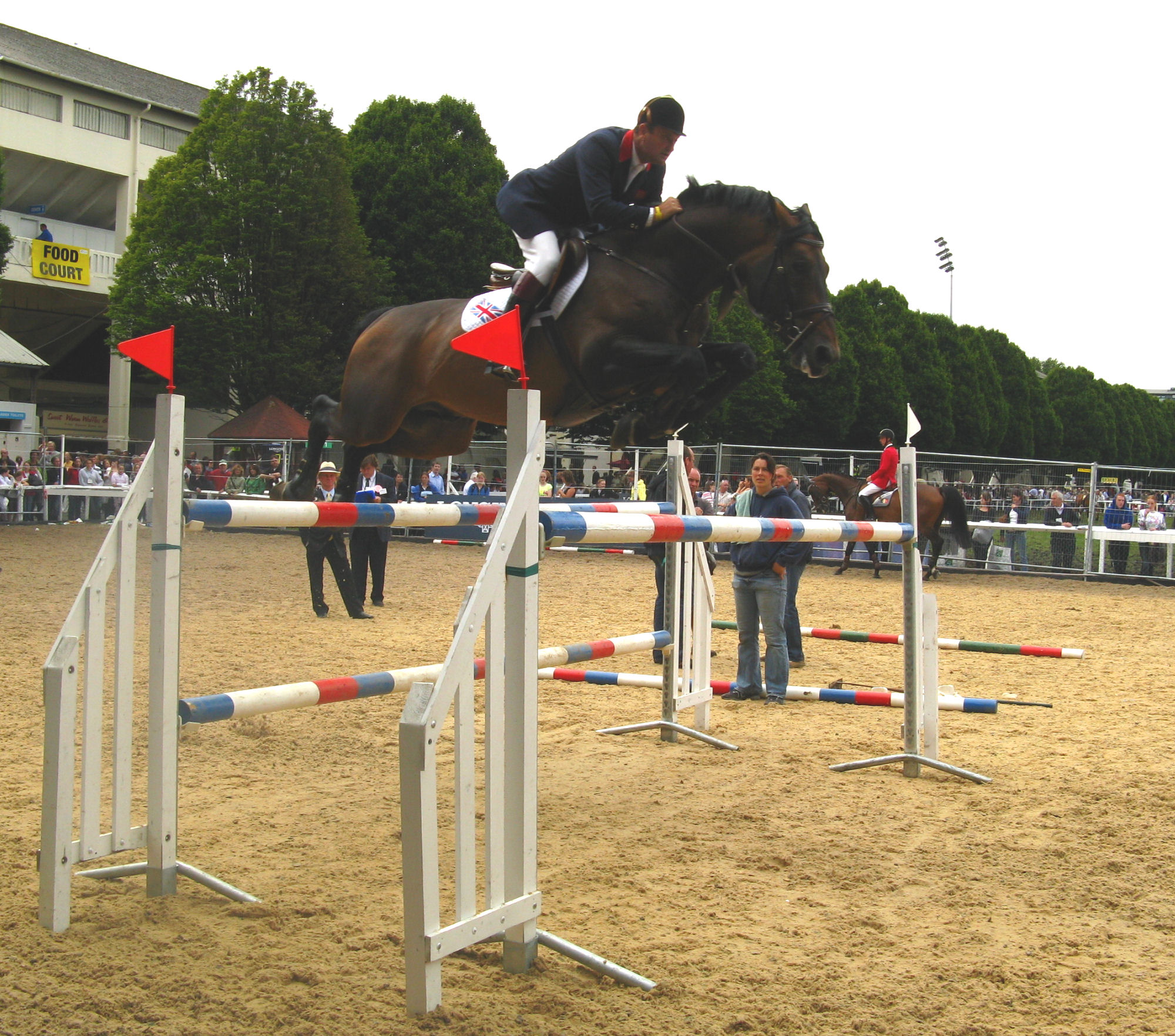
Robert Smith auf Vangelis S beim CSIO 5* in Ireland (2008)

Robert Smith (* 12. Juni 1961 in Yorkshire) ist ein britischer Springreiter und Pferdehändler.

## Karriere
Bei den Olympischen Spielen 2004 in Athen belegte Smith mit Mr Springfield in der Einzelwertung Platz vier. Er vertrat sein Land bereits in über 80 Nationenpreisen und führte in drei aufeinanderfolgenden Jahren die BSJA-Rangliste an. In den Jahren 2005 und 2006 gewann er die British Open auf Kalusha. Auch in zahlreichen WM-Qualifikation, Grand Prix und Puissance Wettbewerben war er siegreich. 2009 wurde er mit Vangelis S britischer Meister, sowie dritter im Hickstead Derby. Beim Derby in Hamburg Klein-Flottbek 2010 erritt er mit Ragina Bull Vangelis S Rang fünf.

## Privates
Smith lebt in Warwickshire. Er ist der Sohn des ehemaligen Topspringreiters Harvey Smith und Bruder des ehemaligen Springreiters Steven Smith.

## Pferde
- Mr Springfield (* 1993), Brauner Wallach, Irisches Sportpferd, Vater: Western Promise,  Muttervater: Ballinahow Boy[4]
- Kalusha (* 1992), KWPN-Schimmelhengst, Vater: Ulster, Muttervater: Orthos[4]
- Ragina Bull Vangelis S (* 1998), Brauner Hengst, Belgisches Warmblut, Vater: Non Stop, Muttervater: Feinschnitt[5]

## Nachweise
1. ↑  http://www.britishshowjumping.co.uk/_files/_riderbiogs/smithR5.pdf
2. ↑  Archivierte Kopie (Memento des Originals vom 28. Oktober 2020 im Internet Archive)  Info: Der Archivlink wurde automatisch eingesetzt und noch nicht geprüft. Bitte prüfe Original- und Archivlink gemäß Anleitung und entferne dann diesen Hinweis.
3. ↑  horseandhound.co.uk
4. 1 2  Archivierte Kopie (Memento des Originals vom 8. September 2010 im Internet Archive)  Info: Der Archivlink wurde automatisch eingesetzt und noch nicht geprüft. Bitte prüfe Original- und Archivlink gemäß Anleitung und entferne dann diesen Hinweis.
5. ↑  Archivierte Kopie (Memento des Originals vom 29. Januar 2010 im Internet Archive)  Info: Der Archivlink wurde automatisch eingesetzt und noch nicht geprüft. Bitte prüfe Original- und Archivlink gemäß Anleitung und entferne dann diesen Hinweis.

| Personendaten    | Personendaten                             |
| ---------------- | ----------------------------------------- |
| NAME             | Smith, Robert                             |
| KURZBESCHREIBUNG | britischer Springreiter und Pferdehändler |
| GEBURTSDATUM     | 12. Juni 1961                             |
| GEBURTSORT       | Yorkshire                                 |